# Pseudoneureclipsis bon
Pseudoneureclipsis bon is een schietmot uit de familie Dipseudopsidae. De soort komt voor in het Oriëntaals gebied.